# Enoch (nome)
Enoch  è un nome proprio di persona inglese maschile.

## Varianti in altre lingue
- Albanese: Henori
- Catalano: Henoc
- Ceco: Henoch
- Croato: Henok
- Danese: Enok[1]
- Ebraico: חֲנוֹך (Chanokh, Hanokh)[1][2]
- Esperanto: Ĥanoĥo
- Estone: Eenok
- Francese: Hénoch
- Greco biblico: Ενωχ (Enokh)[1][2]
- Italiano: Enoc[3], Enoche[3], Enocco
  - Ipocoristici: Noche[3], Nocco[3]
- Latino: Enoch[1][2][3], Henoch[3]
- Norvegese: Enok[1]
- Portoghese: Enoque
- Rumeno: Enoh
- Russo: Енох (Enoch)
- Sloveno: Henoh
- Spagnolo: Henoc
- Svedese: Enok[1]
- Tedesco: Henoch
- Ungherese: Énok

## Origine e diffusione
Continua l'antico nome ebraico חֲנוֹך (Chanokh, Hanokh); si basa sul termine hanakh ("egli si dedicò"), e vuol dire quindi "dedicato", "consacrato".
Si tratta di un nome di tradizione biblica: nell'Antico Testamento, "Enoch" è portato sia dal figlio di Caino sia dal padre di Matusalemme. Il nome è attestato anche in italiano, in alcune forme ormai desuete.

## Onomastico
Non essendoci santi che portano questo nome, esso è adespota; l'onomastico si può festeggiare il 1º novembre, in occasione di Ognissanti.

## Persone

Enoch Powell

- Enoch L. Johnson, politico e criminale statunitense
- Enoch Mgijima, profeta sudafricano
- Enoch Peserico, politico italiano
- Enoch Powell, politico britannico
- Enoch Sontonga, compositore sudafricano
- Enoch West, calciatore britannico

### Varianti
- Henock Abrahamsson, calciatore svedese
- Henok Goitom, calciatore svedese
- Enoque Guilherme, calciatore angolano

## Il nome nelle arti
- Enoch Arden è un personaggio del film del 1911 Enoch Arden: Part I, diretto da David W. Griffith.